# CaptureNX
CaptureNX（キャプチャーエヌエックス）は、ニコンのRAW現像ソフトウェア。

## 概説
2006年（平成18年）に、それまで発売されていたNikonCapture（最終バージョンは4）の後継として登場した。
他のカメラメーカーは、デジタルカメラのパッケージに付属させていることもあるが、ニコンでは別売となっている。

## 機能
RAW現像を目的としたソフトだが、JPEGなどの画像編集機能も備えており、Photoshopの安価な代替として使用されることも多い。
土田ヒロミは写真編集ソフトウェアとして使用している。

## バージョン
- 2006年（平成18年） - ver.1
- 2008年（平成20年） - ver.2
- 2014年（平成26年） - DX （ただし、中身はSilkypixなので現像結果はカメラ本体での現像結果とは異なる）